# Wereldkampioenschap voetbal 1954 (kwalificatie)
De kwalificatie voor het wereldkampioenschap voetbal 1954 duurde van 9 mei 1953 tot en met 3 april 1954 en zou bepalen welke landen mochten deelnemen aan het wereldkampioenschap voetbal in 1954.
Zwitserland (gastland) en Uruguay (titelverdediger) hoefden zich niet te kwalificeren voor het wereldkampioenschap voetbal 1954. De deelnemende landen werden verdeeld over 13 groepen, de winnaars kwalificeerden zich. Schotland werd tweede in de groep, maar kwalificeerde zich daarmee ook voor het hoofdtoernooi. 

## Groepen en wedstrijden
Twaalf Europese landen plaatsten zich voor het WK, vorig WK zes. Joegoslavië, Italië, Engeland en Zwitserland waren er opnieuw bij, Zweden en Spanje werden uitgeschakeld door respectievelijk België en Turkije. Verder plaatsen zich Hongarije, Oostenrijk, Frankrijk, West-Duitsland, Tsjecho-Slowakije en Schotland. Twee tickets waren er voor ploegen uit Zuid-Amerika, vorig WK vijf. Uruguay en Brazilië waren er weer bij, de afvallers waren Chili, Paraguay en Bolivia. Een vertegenwoordiger uit Noord-Amerika deed mee, vorig WK twee: Mexico was er weer bij,  de Verenigde Staten vielen af. Zuid Korea was de vertegenwoordiger uit Azië.
Legenda

### Groep 1
Voor de eerste keer sinds de Tweede Wereldoorlog mochten de West-Duitsers weer meedoen en kwalificeerden zich probleemloos. Enige smet was een gelijkspel tegen Noorwegen. Saarland, een betwist gebied tussen Duitsland en Frankrijk, deed voor de eerste en laatste keer zelfstandig mee.
| Pos | Land           | Wed | Win | Gel | Ver | DV | DT | +/− | Pnt |
| --- | -------------- | --- | --- | --- | --- | -- | -- | --- | --- |
| 1.  | West-Duitsland | 4   | 3   | 1   | 0   | 12 | 3  | +9  | 7   |
| 2.  | Saarland       | 4   | 1   | 1   | 2   | 4  | 8  | –4  | 3   |
| 3.  | Noorwegen      | 4   | 0   | 2   | 2   | 4  | 9  | –5  | 2   |

|                                                   |                        |       |                                |                                                           |
| 24 juni 1953 «onderlinge duels» 19:00 uur (UTC+1) | Noorwegen              | 2 – 3 | Saarland                       | Bislettstadion, Oslo Scheidsrechter: Jan Bronkhorst (NED) |
| 24 juni 1953 «onderlinge duels» 19:00 uur (UTC+1) | Thoresen 3' Dahlen 15' |       | 16' Binkert 30' Otto 55' Siedl | Bislettstadion, Oslo Scheidsrechter: Jan Bronkhorst (NED) |

|                                                       |            |       |                |                                                          |
| 19 augustus 1953 «onderlinge duels» 18:30 uur (UTC+1) | Noorwegen  | 1 – 1 | West-Duitsland | Ullevaalstadion, Oslo Scheidsrechter: Bertus Ausum (NED) |
| 19 augustus 1953 «onderlinge duels» 18:30 uur (UTC+1) | Hennum 41' |       | 44' F. Walter  | Ullevaalstadion, Oslo Scheidsrechter: Bertus Ausum (NED) |

|                                                      |                             |       |          |                                                                   |
| 11 oktober 1953 «onderlinge duels» 15:00 uur (UTC+1) | West-Duitsland              | 3 – 0 | Saarland | Neckarstadion, Stuttgart Scheidsrechter: Karel van der Meer (NED) |
| 11 oktober 1953 «onderlinge duels» 15:00 uur (UTC+1) | Morlock 13', 50' Schade 70' |       |          | Neckarstadion, Stuttgart Scheidsrechter: Karel van der Meer (NED) |

|                                                      |          |       |           |                                                                |
| 8 november 1953 «onderlinge duels» 14:30 uur (UTC+1) | Saarland | 0 – 0 | Noorwegen | Ludwigsparkstadion, Saarbrücken Scheidsrechter: Leo Horn (NED) |
| 8 november 1953 «onderlinge duels» 14:30 uur (UTC+1) |          |       |           | Ludwigsparkstadion, Saarbrücken Scheidsrechter: Leo Horn (NED) |

|                                                       |                                                       |       |             |                                                             |
| 22 november 1953 «onderlinge duels» 14:00 uur (UTC+1) | West-Duitsland                                        | 5 – 1 | Noorwegen   | Volksparkstadion, Hamburg Scheidsrechter: Arthur Luty (ENG) |
| 22 november 1953 «onderlinge duels» 14:00 uur (UTC+1) | Morlock 27', 63' O. Walter 69' F. Walter 80' Rahn 88' |       | 26' Nordahl | Volksparkstadion, Hamburg Scheidsrechter: Arthur Luty (ENG) |

|                                                    |                   |       |                              |                                                                      |
| 28 maart 1954 «onderlinge duels» 15:00 uur (UTC+1) | Saarland          | 1 – 3 | West-Duitsland               | Ludwigsparkstadion, Saarbrücken Scheidsrechter: Jan Bronkhorst (NED) |
| 28 maart 1954 «onderlinge duels» 15:00 uur (UTC+1) | Martin 68' (pen.) |       | 36', 48' Morlock 84' Schäfer | Ludwigsparkstadion, Saarbrücken Scheidsrechter: Jan Bronkhorst (NED) |

### Groep 2
Halvefinalist in 1950, Zweden, verloor veel kwaliteit omdat de spelers spelend in Italië niet mochten of wilden meedoen. België plaatste zich makkelijk en speelde alleen thuis tegen Finland gelijk.
| Pos | Land    | Wed | Win | Gel | Ver | DV | DT | +/− | Pnt |
| --- | ------- | --- | --- | --- | --- | -- | -- | --- | --- |
| 1.  | België  | 4   | 3   | 1   | 0   | 11 | 6  | +5  | 7   |
| 2.  | Zweden  | 4   | 1   | 1   | 2   | 9  | 8  | +1  | 3   |
| 3.  | Finland | 4   | 0   | 2   | 2   | 7  | 13 | –6  | 2   |

|                                                  |                     |       |                               |                                                             |
| 25 mei 1953 «onderlinge duels» 19:00 uur (UTC+2) | Finland             | 2 – 4 | België                        | Olympisch Stadion, Helsinki Scheidsrechter: Leo Helge (DEN) |
| 25 mei 1953 «onderlinge duels» 19:00 uur (UTC+2) | Lehtovirta 49', 75' |       | 4', 26', 83' Coppens 9' Anoul | Olympisch Stadion, Helsinki Scheidsrechter: Leo Helge (DEN) |

|                                                  |                              |       |                                          |                                                            |
| 28 mei 1953 «onderlinge duels» 19:00 uur (UTC+1) | Zweden                       | 2 – 3 | België                                   | Råsundastadion, Stockholm Scheidsrechter: Jack Mowat (SCO) |
| 28 mei 1953 «onderlinge duels» 19:00 uur (UTC+1) | Berndtsson 20' Selmosson 26' |       | 28' Anoul 37' Straetmans 40' Lemberechts | Råsundastadion, Stockholm Scheidsrechter: Jack Mowat (SCO) |

|                                                      |                                         |       |                             |                                                                 |
| 5 augustus 1953 «onderlinge duels» 18:30 uur (UTC+2) | Finland                                 | 3 – 3 | Zweden                      | Olympisch Stadion, Helsinki Scheidsrechter: Folke Bålstad (NOR) |
| 5 augustus 1953 «onderlinge duels» 18:30 uur (UTC+2) | Lehtovirta 63' Lahtinen 67' Rikberg 70' |       | 9', 71' Sandell 23' Persson | Olympisch Stadion, Helsinki Scheidsrechter: Folke Bålstad (NOR) |

|                                                       |                                          |       |         |                                                                |
| 16 augustus 1953 «onderlinge duels» 15:00 uur (UTC+1) | Zweden                                   | 4 – 0 | Finland | Råsundastadion, Stockholm Scheidsrechter: Aksel Asmussen (DEN) |
| 16 augustus 1953 «onderlinge duels» 15:00 uur (UTC+1) | Sandberg 22' Sandell 24', 61' Sandin 56' |       |         | Råsundastadion, Stockholm Scheidsrechter: Aksel Asmussen (DEN) |

|                                                        |                 |       |                          |                                                              |
| 23 september 1953 «onderlinge duels» 17:00 uur (UTC+1) | België          | 2 – 2 | Finland                  | Heizelstadion, Brussel Scheidsrechter: René Baumberger (SUI) |
| 23 september 1953 «onderlinge duels» 17:00 uur (UTC+1) | Bollen 25', 75' |       | 83' Lahtinen 90' Vaihela | Heizelstadion, Brussel Scheidsrechter: René Baumberger (SUI) |

|                                                     |                      |       |        |                                                             |
| 8 oktober 1953 «onderlinge duels» 16:00 uur (UTC+1) | België               | 2 – 0 | Zweden | Heizelstadion, Brussel Scheidsrechter: Klaas Schipper (NED) |
| 8 oktober 1953 «onderlinge duels» 16:00 uur (UTC+1) | Coppens 23' Mees 49' |       |        | Heizelstadion, Brussel Scheidsrechter: Klaas Schipper (NED) |

### Groep 3
De FIFA besloot net als in 1950 de kwalificatie gelijk te laten lopen met het Brits Kampioenschap. Engeland had totaal geen problemen en in tegenstelling tot 1950 vond Schotland een tweede plaats genoeg om naar Zwitserland af te reizen.
| Pos | Land          | Wed | Win | Gel | Ver | DV | DT | +/− | Pnt |
| --- | ------------- | --- | --- | --- | --- | -- | -- | --- | --- |
| 1.  | Engeland      | 3   | 3   | 0   | 0   | 11 | 4  | +7  | 6   |
| 2.  | Schotland     | 3   | 1   | 1   | 1   | 8  | 8  | 0   | 3   |
| 3.  | Noord-Ierland | 3   | 1   | 0   | 2   | 4  | 7  | –3  | 2   |
| 4.  | Wales         | 3   | 0   | 1   | 2   | 5  | 9  | –4  | 1   |

|                                                     |                     |       |                                |                                                                                |
| 3 oktober 1953 «onderlinge duels» 15:00 uur (UTC+1) | Noord-Ierland       | 1 – 3 | Schotland                      | Windsor Park, Belfast, Noord-Ierland Scheidsrechter: Arthur Edward Ellis (ENG) |
| 3 oktober 1953 «onderlinge duels» 15:00 uur (UTC+1) | Lockhart 72' (pen.) |       | 47', 69' Fleming 89' Henderson | Windsor Park, Belfast, Noord-Ierland Scheidsrechter: Arthur Edward Ellis (ENG) |

|                                                    |               |       |                                     |                                                                     |
| 10 oktober 1953 «onderlinge duels» 15:00 uur (UTC) | Wales         | 1 – 4 | Engeland                            | Ninian Park, Cardiff, Wales Scheidsrechter: Charles Faultless (SCO) |
| 10 oktober 1953 «onderlinge duels» 15:00 uur (UTC) | Allchurch 22' |       | 45', 49' Wilshaw 52', 53' Lofthouse | Ninian Park, Cardiff, Wales Scheidsrechter: Charles Faultless (SCO) |

|                                                    |                                    |       |                                |                                                             |
| 4 november 1953 «onderlinge duels» 14:45 uur (UTC) | Schotland                          | 3 – 3 | Wales                          | Hampden Park, Glasgow Scheidsrechter: Thomas Mitchell (NIR) |
| 4 november 1953 «onderlinge duels» 14:45 uur (UTC) | Brown 19' Johnstone 42' Reilly 58' |       | 49', 88' Charles 73' Allchurch | Hampden Park, Glasgow Scheidsrechter: Thomas Mitchell (NIR) |

|                                                     |                                |       |               |                                                             |
| 11 november 1953 «onderlinge duels» 14:30 uur (UTC) | Engeland                       | 3 – 1 | Noord-Ierland | Goodison Park, Liverpool Scheidsrechter: Robert Smith (WAL) |
| 11 november 1953 «onderlinge duels» 14:30 uur (UTC) | Hassall 10', 60' Lofthouse 75' |       | 54' McMorran  | Goodison Park, Liverpool Scheidsrechter: Robert Smith (WAL) |

|                                                  |             |       |                   |                                                                    |
| 31 maart 1954 «onderlinge duels» 17:00 uur (UTC) | Wales       | 1 – 2 | Noord-Ierland     | Racecourse Ground, Wrexham Scheidsrechter: Charles Faultless (SCO) |
| 31 maart 1954 «onderlinge duels» 17:00 uur (UTC) | Charles 80' |       | 1', 52' McParland | Racecourse Ground, Wrexham Scheidsrechter: Charles Faultless (SCO) |

|                                                   |                     |       |                                               |                                                             |
| 3 april 1954 «onderlinge duels» 15:00 uur (UTC+1) | Schotland           | 2 – 4 | Engeland                                      | Hampden Park, Glasgow Scheidsrechter: Thomas Mitchell (NIR) |
| 3 april 1954 «onderlinge duels» 15:00 uur (UTC+1) | Brown 7' Ormond 89' |       | 13' Broadis 50' Nicholls 68' Allen 83' Mullen | Hampden Park, Glasgow Scheidsrechter: Thomas Mitchell (NIR) |

### Groep 4
Frankrijk behoorde niet tot de favorieten, maar had geen problemen zich te kwalificeren. In die periode debuteerde Raymond Kopa, later een grote speler bij Stade de Reims, Real Madrid en Frankrijk.
| Pos | Land      | Wed | Win | Gel | Ver | DV | DT | +/− | Pnt |
| --- | --------- | --- | --- | --- | --- | -- | -- | --- | --- |
| 1.  | Frankrijk | 4   | 4   | 0   | 0   | 20 | 4  | +16 | 8   |
| 2.  | Ierland   | 4   | 2   | 0   | 2   | 8  | 6  | –2  | 4   |
| 3.  | Luxemburg | 4   | 0   | 0   | 4   | 1  | 19 | –18 | 0   |

|                                                        |           |       |                                                                   |                                                                   |
| 20 september 1953 «onderlinge duels» 15:00 uur (UTC+1) | Luxemburg | 1 – 6 | Frankrijk                                                         | Stade Municipal, Luxemburg Scheidsrechter: Ernst Dörflinger (SUI) |
| 20 september 1953 «onderlinge duels» 15:00 uur (UTC+1) | Kohn 6'   |       | 5' Piantoni 10' Kopa 41' Cicci 44' Glovacki 73' Kargu 88' Flamion | Stade Municipal, Luxemburg Scheidsrechter: Ernst Dörflinger (SUI) |

|                                                   |                                         |       |                                                       |                                                              |
| 4 oktober 1953 «onderlinge duels» 15:30 uur (UTC) | Ierland                                 | 3 – 5 | Frankrijk                                             | Dalymount Park, Dublin Scheidsrechter: Laurent Franken (BEL) |
| 4 oktober 1953 «onderlinge duels» 15:30 uur (UTC) | Ryan 58' (pen.) Walsh 83' O'Farrell 88' |       | 23' Glovacki 40' Penverne 50', 69' Ujlaki 72' Flamion | Dalymount Park, Dublin Scheidsrechter: Laurent Franken (BEL) |

|                                                    |                                                   |       |           |                                                       |
| 28 oktober 1953 «onderlinge duels» 15:00 uur (UTC) | Ierland                                           | 4 – 0 | Luxemburg | Dalymount Park, Dublin Scheidsrechter: Alf Bond (ENG) |
| 28 oktober 1953 «onderlinge duels» 15:00 uur (UTC) | Fitzsimons 14', 83' Ryan 48' (pen.) Eglington 59' |       |           | Dalymount Park, Dublin Scheidsrechter: Alf Bond (ENG) |

|                                                       |              |       |         |                                                                  |
| 25 november 1953 «onderlinge duels» 14:30 uur (UTC+1) | Frankrijk    | 1 – 0 | Ierland | Parc des Princes, Parijs Scheidsrechter: Lucien Van Nuffel (BEL) |
| 25 november 1953 «onderlinge duels» 14:30 uur (UTC+1) | Piantoni 73' |       |         | Parc des Princes, Parijs Scheidsrechter: Lucien Van Nuffel (BEL) |

|                                                       |                                                                    |       |           |                                                                 |
| 17 december 1953 «onderlinge duels» 14:30 uur (UTC+1) | Frankrijk                                                          | 8 – 0 | Luxemburg | Parc des Princes, Parijs Scheidsrechter: Francis Roeykens (BEL) |
| 17 december 1953 «onderlinge duels» 14:30 uur (UTC+1) | Desgranges 2', 88' Vincent 6', 10' Fontaine 21', 75', 80' Foix 57' |       |           | Parc des Princes, Parijs Scheidsrechter: Francis Roeykens (BEL) |

|                                                   |           |             |         |                                                               |
| 7 maart 1954 «onderlinge duels» 15:00 uur (UTC+1) | Luxemburg | 0 – 1       | Ierland | Stade Municipal, Luxemburg Scheidsrechter: Bertus Ausum (NED) |
| 7 maart 1954 «onderlinge duels» 15:00 uur (UTC+1) |           | 67' Cummins |         | Stade Municipal, Luxemburg Scheidsrechter: Bertus Ausum (NED) |

### Groep 5
Oostenrijk won makkelijk van een matig spelend Portugal, 9-1.
| Pos | Land       | Wed            | Win            | Gel            | Ver            | DV             | DT             | +/−            | Pnt            |
| --- | ---------- | -------------- | -------------- | -------------- | -------------- | -------------- | -------------- | -------------- | -------------- |
| 1.  | Oostenrijk | 2              | 1              | 1              | 0              | 9              | 1              | +8             | 3              |
| 2.  | Portugal   | 2              | 0              | 1              | 1              | 1              | 9              | −8             | 1              |
| —   | Denemarken | Teruggetrokken | Teruggetrokken | Teruggetrokken | Teruggetrokken | Teruggetrokken | Teruggetrokken | Teruggetrokken | Teruggetrokken |

|                                                        |                                                                                   |       |           |                                                          |
| 27 september 1953 «onderlinge duels» 16:00 uur (UTC+1) | Oostenrijk                                                                        | 9 – 1 | Portugal  | Praterstadion, Wenen Scheidsrechter: Henri Bauwens (BEL) |
| 27 september 1953 «onderlinge duels» 16:00 uur (UTC+1) | Ocwirk 13' Probst 14', 19', 31', 59', 70' Happel 68' (pen.) Wagner 83' Dienst 87' |       | 60' Águas | Praterstadion, Wenen Scheidsrechter: Henri Bauwens (BEL) |

|                                                     |          |       |            |                                                                      |
| 29 november 1953 «onderlinge duels» 14:30 uur (UTC) | Portugal | 0 – 0 | Oostenrijk | Estádio Nacional, Lissabon Scheidsrechter: Louis Fauquemberghe (FRA) |
| 29 november 1953 «onderlinge duels» 14:30 uur (UTC) |          |       |            | Estádio Nacional, Lissabon Scheidsrechter: Louis Fauquemberghe (FRA) |

### Groep 6
Halvefinalist in 1950, Spanje, leek een goede loting te hebben, Turkije leek geen probleem. Maar na een duidelijke zege in Madrid volgde een nipte nederlaag in Istanboel. Aangezien het doelsaldo nog niet doorslaggevend was, volgde een beslissingswedstrijd in Rome, waar beide ploegen in de wedstrijd voorkwamen, maar uiteindelijk de wedstrijd na verlenging eindigde in een 2-2 gelijkspel. Een 14-jarig jongetje bezegelde het lot van Spanje met een muntstuk, een zwarte bladzijde voor het Spaanse voetbal, wat een van de weinige landen leek die de Hongaren zou kunnen weerstaan. Turkije mocht voor de eerste keer meedoen aan het WK en werd door deze onverwachte zege zelfs een geplaatst land tijdens de loting voor de eindronde.
| Pos | Land    | Wed | Win | Gel | Ver | DV | DT | +/− | Pnt |
| --- | ------- | --- | --- | --- | --- | -- | -- | --- | --- |
| 1.  | Spanje  | 2   | 1   | 0   | 1   | 4  | 2  | +2  | 2   |
| 1.  | Turkije | 2   | 1   | 0   | 1   | 2  | 4  | −2  | 2   |

|                                                     |                                                |       |           |                                                                        |
| 6 januari 1954 «onderlinge duels» 15:30 uur (UTC+1) | Spanje                                         | 4 – 1 | Turkije   | Estadio Nuevo Chamartín, Madrid Scheidsrechter: Raymond Vincenti (FRA) |
| 6 januari 1954 «onderlinge duels» 15:30 uur (UTC+1) | Venancio 13' Gaínza 48' González 49' Alsua 65' |       | 31' Recep | Estadio Nuevo Chamartín, Madrid Scheidsrechter: Raymond Vincenti (FRA) |

|                                                    |            |       |        |                                                                   |
| 14 maart 1954 «onderlinge duels» 15:00 uur (UTC+2) | Turkije    | 1 – 0 | Spanje | Mithat Paşastadion, Istanbul Scheidsrechter: Emil Schmetzer (GER) |
| 14 maart 1954 «onderlinge duels» 15:00 uur (UTC+2) | Burhan 16' |       |        | Mithat Paşastadion, Istanbul Scheidsrechter: Emil Schmetzer (GER) |

Omdat Spanje en Turkije gelijk eindigden werd er een extra play-off gespeeld op neutraal terrein om te bepalen welk land naar het hoofdtoernooi mocht.
|                                                    |                     |                      |                          |                                                                |
| 17 maart 1954 «onderlinge duels» 15:30 uur (UTC+1) | Turkije             | 2 – 2 (n.v., loting) | Spanje                   | Olympisch Stadion, Rome Scheidsrechter: Giorgio Bernardi (ITA) |
| 17 maart 1954 «onderlinge duels» 15:30 uur (UTC+1) | Burhan 25' Suat 64' |                      | 11' Artetxe 78' Escudero | Olympisch Stadion, Rome Scheidsrechter: Giorgio Bernardi (ITA) |

Omdat het ook na de play-off gelijk stond werd een loting verricht om te bepalen welk land naar het hoofdtoernooi mocht. Turkije werd geloot en kwalificeerde zich daarmee voor het hoofdtoernooi. De loting werd verricht door Luigi Franco Gemma, een Italiaanse jongen wiens vader in het stadion werkt.

### Groep 7
| Pos | Land      | Wed            | Win            | Gel            | Ver            | DV             | DT             | +/−            | Pnt            |
| --- | --------- | -------------- | -------------- | -------------- | -------------- | -------------- | -------------- | -------------- | -------------- |
| 1.  | Hongarije | Gekwalificeerd | Gekwalificeerd | Gekwalificeerd | Gekwalificeerd | Gekwalificeerd | Gekwalificeerd | Gekwalificeerd | Gekwalificeerd |
| —   | Polen     | Teruggetrokken | Teruggetrokken | Teruggetrokken | Teruggetrokken | Teruggetrokken | Teruggetrokken | Teruggetrokken | Teruggetrokken |

Polen trok zich terug waardoor Hongarije zich automatisch kwalificeerde. Hongarije was de favoriet voor de titel met de ster "majoor" Ferenc Puskas, strateeg Nándor Hidegkuti en de 'man met het gouden hoofd', Sandor Kocsis. De Hongaren dankten hun reputatie aan het winnen van de olympische titel in 1952 en twee vriendschappelijke wedstrijden tegen Engeland, 3-6 in Londen, 7-1 in Boedapest. Het was het tijdperk van de Magische Magyaren.

### Groep 8
Drie Oostbloklanden streden om een plaats. De Tsjechen wonnen maar waren niet meer zo sterk als in de jaren dertig.
| Pos | Land              | Wed | Win | Gel | Ver | DV | DT | +/− | Pnt |
| --- | ----------------- | --- | --- | --- | --- | -- | -- | --- | --- |
| 1.  | Tsjecho-Slowakije | 4   | 3   | 1   | 0   | 5  | 1  | +4  | 7   |
| 2.  | Roemenië          | 4   | 2   | 0   | 2   | 5  | 5  | 0   | 4   |
| 3.  | Bulgarije         | 4   | 0   | 1   | 3   | 3  | 7  | –4  | 1   |

|                                                   |                     |       |          |                                                                       |
| 14 juni 1953 «onderlinge duels» 17:00 uur (UTC+1) | Tsjecho-Slowakije   | 2 – 0 | Roemenië | Stadion Československé Armády, Praag Scheidsrechter: János Pósa (HUN) |
| 14 juni 1953 «onderlinge duels» 17:00 uur (UTC+1) | Pažický 54' Vlk 63' |       |          | Stadion Československé Armády, Praag Scheidsrechter: János Pósa (HUN) |

|                                                   |                             |       |             |                                                                                         |
| 28 juni 1953 «onderlinge duels» 17:30 uur (UTC+2) | Roemenië                    | 3 – 1 | Bulgarije   | 23 Augustusstadion, Boekarest Toeschouwers: 60.000 Scheidsrechter: Gerhard Schulz (DDR) |
| 28 juni 1953 «onderlinge duels» 17:30 uur (UTC+2) | Pecsovszky 20', 30' Ene 82' |       | Tashkov 53' | 23 Augustusstadion, Boekarest Toeschouwers: 60.000 Scheidsrechter: Gerhard Schulz (DDR) |

|                                                       |                    |       |                   | |
| 6 september 1953 «onderlinge duels» 17:00 uur (UTC+2) | Bulgarije          | 1 – 2 | Tsjecho-Slowakije | Vasil Levski Nationaal Stadion, Sofia Toeschouwers: 40.000 Scheidsrechter: Grzegorz Aleksandrowicz (POL) |
| 6 september 1953 «onderlinge duels» 17:00 uur (UTC+2) | Bozjkov 55' (pen.) |       | Vlk 5', 40'       | Vasil Levski Nationaal Stadion, Sofia Toeschouwers: 40.000 Scheidsrechter: Grzegorz Aleksandrowicz (POL) |

|                                                      |           |       |                          |                                                                                               |
| 11 oktober 1953 «onderlinge duels» 16:00 uur (UTC+2) | Bulgarije | 1 – 2 | Roemenië                 | Vasil Levski Nationaal Stadion, Sofia Toeschouwers: 40.000 Scheidsrechter: Andor Dorogi (HUN) |
| 11 oktober 1953 «onderlinge duels» 16:00 uur (UTC+2) | Kolev 28' |       | Serfözö 27' Călinoiu 52' | Vasil Levski Nationaal Stadion, Sofia Toeschouwers: 40.000 Scheidsrechter: Andor Dorogi (HUN) |

|                                                      |          |                     |                   |                                                                     |
| 25 oktober 1953 «onderlinge duels» 15:00 uur (UTC+2) | Roemenië | 0 – 1               | Tsjecho-Slowakije | Stadionul 23 August, Boekarest Scheidsrechter: Gerhard Schulz (DDR) |
| 25 oktober 1953 «onderlinge duels» 15:00 uur (UTC+2) |          | Šafránek 38' (pen.) |                   | Stadionul 23 August, Boekarest Scheidsrechter: Gerhard Schulz (DDR) |

|                                    |                   |       |           |                                                                                            |
| 8 november 1953 «onderlinge duels» | Tsjecho-Slowakije | 0 – 0 | Bulgarije | Tehelné pole, Bratislava Toeschouwers: 30.000 Scheidsrechter: Nestor Chkhatarashvili (URS) |
| 8 november 1953 «onderlinge duels» |                   |       |           | Tehelné pole, Bratislava Toeschouwers: 30.000 Scheidsrechter: Nestor Chkhatarashvili (URS) |

### Groep 9
Egypte maakte het de tweevoudig wereldkampioen best lastig, maar Italië had een langere adem in beide wedstrijden. Italië leek een sterke selectie te hebben om het 'slechte' wereldkampioenschap in 1950 te wreken.
| Pos | Land   | Wed | Win | Gel | Ver | DV | DT | +/− | Pnt |
| --- | ------ | --- | --- | --- | --- | -- | -- | --- | --- |
| 1.  | Italië | 2   | 2   | 0   | 0   | 7  | 2  | +5  | 4   |
| 2.  | Egypte | 2   | 0   | 0   | 2   | 2  | 7  | −5  | 0   |

|                                                       |             |       |                             |                                                                                |
| 13 november 1953 «onderlinge duels» 15:00 uur (UTC+2) | Egypte      | 1 – 2 | Italië                      | Al Ahlystadion, Caïro Toeschouwers: 22.000 Scheidsrechter: Erich Steiner (AUT) |
| 13 november 1953 «onderlinge duels» 15:00 uur (UTC+2) | Ad-Diba 33' |       | 62' Frignani 79' Muccinelli | Al Ahlystadion, Caïro Toeschouwers: 22.000 Scheidsrechter: Erich Steiner (AUT) |

|                                                      |                                                           |       |                |                                                                      |
| 24 januari 1954 «onderlinge duels» 14:30 uur (UTC+1) | Italië                                                    | 5 – 1 | Egypte         | San Siro, Milaan Toeschouwers: 40.000 Scheidsrechter: Leo Horn (NED) |
| 24 januari 1954 «onderlinge duels» 14:30 uur (UTC+1) | Pandolfini 1' Frignani 62' Boniperti 65', 86' Ricagni 84' |       | 32' El-Hamouly | San Siro, Milaan Toeschouwers: 40.000 Scheidsrechter: Leo Horn (NED) |

### Groep 10
In groep 10 vielen voor die tijd ongewoon weinig doelpunten. Met vier keer een 1-0 mochten de Joegoslaven het ongelukkige WK in 1950 en de tweede plaats op de Olympische Spelen een vervolg geven.
| Pos | Land        | Wed | Win | Gel | Ver | DV | DT | +/− | Pnt |
| --- | ----------- | --- | --- | --- | --- | -- | -- | --- | --- |
| 1.  | Joegoslavië | 4   | 4   | 0   | 0   | 4  | 0  | +4  | 8   |
| 2.  | Griekenland | 4   | 2   | 0   | 2   | 3  | 2  | +1  | 4   |
| 3.  | Israël      | 4   | 0   | 0   | 4   | 0  | 5  | –5  | 0   |

|                                                 |                   |       |             |                                                                                |
| 9 mei 1953 «onderlinge duels» 15:00 uur (UTC+1) | Joegoslavië       | 1 – 0 | Griekenland | JNA Stadion, Belgrado Toeschouwers: 50.000 Scheidsrechter: Erich Steiner (AUT) |
| 9 mei 1953 «onderlinge duels» 15:00 uur (UTC+1) | Frane Matošić 21' |       |             | JNA Stadion, Belgrado Toeschouwers: 50.000 Scheidsrechter: Erich Steiner (AUT) |

|                                                      |                    |       |        |                                                                                            |
| 1 november 1953 «onderlinge duels» 15:30 uur (UTC+2) | Griekenland        | 1 – 0 | Israël | Leoforos Alexandrasstadion, Athene Toeschouwers: 22.000 Scheidsrechter: Renzo Massai (ITA) |
| 1 november 1953 «onderlinge duels» 15:30 uur (UTC+2) | Thanasis Bebis 53' |       |        | Leoforos Alexandrasstadion, Athene Toeschouwers: 22.000 Scheidsrechter: Renzo Massai (ITA) |

|                                                      |                      |       |        |                                                                                  |
| 8 november 1953 «onderlinge duels» 14:15 uur (UTC+1) | Joegoslavië          | 1 – 0 | Israël | Gradskistadion, Skopje Toeschouwers: 25.000 Scheidsrechter: Albert Alsteen (BEL) |
| 8 november 1953 «onderlinge duels» 14:15 uur (UTC+1) | Miloš Milutinović 2' |       |        | Gradskistadion, Skopje Toeschouwers: 25.000 Scheidsrechter: Albert Alsteen (BEL) |

|                                                   |        |                                              |             |                                                                                       |
| 8 maart 1954 «onderlinge duels» 15:45 uur (UTC+2) | Israël | 0 – 2                                        | Griekenland | Ramat Ganstadion, Ramat Gan Toeschouwers: 35.000 Scheidsrechter: Riccardo Pieri (ITA) |
| 8 maart 1954 «onderlinge duels» 15:45 uur (UTC+2) |        | 61' Dimitris Kokkinakis 83' Georgios Kamaras |             | Ramat Ganstadion, Ramat Gan Toeschouwers: 35.000 Scheidsrechter: Riccardo Pieri (ITA) |

|                                                    |        |                  |             |                                                                                  |
| 21 maart 1954 «onderlinge duels» 16:00 uur (UTC+2) | Israël | 0 – 1            | Joegoslavië | Ramat Ganstadion, Ramat Gan Toeschouwers: 50.000 Scheidsrechter: Reg Leafe (ENG) |
| 21 maart 1954 «onderlinge duels» 16:00 uur (UTC+2) |        | 80' Branko Zebec |             | Ramat Ganstadion, Ramat Gan Toeschouwers: 50.000 Scheidsrechter: Reg Leafe (ENG) |

|                                                    |             |                       |             |                                                                                           |
| 28 maart 1954 «onderlinge duels» 16:15 uur (UTC+2) | Joegoslavië | 0 – 1                 | Griekenland | Leoforos Alexandrasstadion, Athene Toeschouwers: 25.000 Scheidsrechter: Willi Rufli (SUI) |
| 28 maart 1954 «onderlinge duels» 16:15 uur (UTC+2) |             | 51' Todor Veselinović |             | Leoforos Alexandrasstadion, Athene Toeschouwers: 25.000 Scheidsrechter: Willi Rufli (SUI) |

### Groep 11
Na het rampzalige einde van het eigen WK in 1950 was dit Brazilië een overgangsteam met wat (schaarse) restanten van 1950 en nieuwe spelers die in 1958 tot bloei moeten komen: spelverdeler Didi, Nilton Santos en Djalma Santos. De grote man van dat team was de 'geniale' dribbelaar Julinho. Voor de eerste keer was er een kwalificatie nodig voor de Zuid-Amerikanen. Argentinië had nog steeds geen zin en Chili en Paraguay waren geen partij voor de in het eerst in het kanariegele spelende Brazilianen.
| Pos | Land     | Wed | Win | Gel | Ver | DV | DT | +/− | Pnt |
| --- | -------- | --- | --- | --- | --- | -- | -- | --- | --- |
| 1.  | Brazilië | 4   | 4   | 0   | 0   | 8  | 1  | +7  | 8   |
| 2.  | Paraguay | 4   | 2   | 0   | 2   | 8  | 6  | +2  | 4   |
| 3.  | Chili    | 4   | 0   | 0   | 4   | 1  | 10 | –9  | 0   |

|                                     |                                                     |       |       |                                                  |
| 14 februari 1954 «onderlinge duels» | Paraguay                                            | 4 – 0 | Chili | Asuncion, Paraguay Scheidsrechter: Steiner (AUT) |
| 14 februari 1954 «onderlinge duels» | Lugo 30' J. Parodi 52' Hermosilla 70' S. Parodi 79' |       |       | Asuncion, Paraguay Scheidsrechter: Steiner (AUT) |

|                                     |             |       |                             |                                                  |
| 21 februari 1954 «onderlinge duels» | Chili       | 1 – 3 | Paraguay                    | Santiago, Chili Scheidsrechter: Vincentini (FRA) |
| 21 februari 1954 «onderlinge duels» | Robledo 16' |       | 17', 63' Lugo 84' J. Parodi | Santiago, Chili Scheidsrechter: Vincentini (FRA) |

|                                     |       |                   |          |                                                  |
| 28 februari 1954 «onderlinge duels» | Chili | 0 – 2             | Brazilië | Santiago, Chili Scheidsrechter: Vincentini (FRA) |
| 28 februari 1954 «onderlinge duels» |       | 38', 63' Baltazar |          | Santiago, Chili Scheidsrechter: Vincentini (FRA) |

|                                 |          |              |          |                                                  |
| 7 maart 1954 «onderlinge duels» | Paraguay | 0 – 1        | Brazilië | Asuncion, Paraguay Scheidsrechter: Steiner (AUT) |
| 7 maart 1954 «onderlinge duels» |          | 52' Baltazar |          | Asuncion, Paraguay Scheidsrechter: Steiner (AUT) |

|                                  |              |       |       |                                                        |
| 14 maart 1954 «onderlinge duels» | Brazilië     | 1 – 0 | Chili | Rio de Janeiro, Brazilië Scheidsrechter: Steiner (AUT) |
| 14 maart 1954 «onderlinge duels» | Baltazar 35' |       |       | Rio de Janeiro, Brazilië Scheidsrechter: Steiner (AUT) |

|                                  |                                            |       |              |                                                           |
| 21 maart 1954 «onderlinge duels» | Brazilië                                   | 4 – 1 | Paraguay     | Rio de Janeiro, Brazilië Scheidsrechter: Vincentini (FRA) |
| 21 maart 1954 «onderlinge duels» | Botelho 60', 85' Baltazar 62' Maurinho 90' |       | 75' Martínez | Rio de Janeiro, Brazilië Scheidsrechter: Vincentini (FRA) |

### Groep 12
Mexico was zoals het hele decennium een klasse apart in de CONCACAF-groep. Het won al zijn wedstrijden.
| Pos | Land             | Wed | Win | Gel | Ver | DV | DT | +/− | Pnt |
| --- | ---------------- | --- | --- | --- | --- | -- | -- | --- | --- |
| 1.  | Mexico           | 4   | 4   | 0   | 0   | 19 | 1  | +18 | 8   |
| 2.  | Verenigde Staten | 4   | 2   | 0   | 2   | 7  | 9  | –2  | 4   |
| 3.  | Haïti            | 4   | 0   | 0   | 4   | 2  | 18 | –16 | 0   |

|                                 |                                                                   |       |       |                                                            |
| 19 juli 1953 «onderlinge duels» | Mexico                                                            | 8 – 0 | Haïti | Mexico-Stad, Mexico Scheidsrechter: William Crawford (SCO) |
| 19 juli 1953 «onderlinge duels» | Balcázar 23', 26', 76' Gómez 27' Tellez 34' Arnauda 38', 69', 85' |       |       | Mexico-Stad, Mexico Scheidsrechter: William Crawford (SCO) |

|                                     |       |                                          |        |                                                                                                   |
| 27 december 1953 «onderlinge duels» | Haïti | 0 – 4                                    | Mexico | Stade Paul-Magloire, Port-au-Prince Toeschouwers: 27.000 Scheidsrechter: Walter van Rosberg (AHO) |
| 27 december 1953 «onderlinge duels» |       | 6' Ávalos 15', 59' Lamadrid 65' Balcázar |        | Stade Paul-Magloire, Port-au-Prince Toeschouwers: 27.000 Scheidsrechter: Walter van Rosberg (AHO) |

|                                    |                                                          |       |                  | |
| 10 januari 1954 «onderlinge duels» | Mexico                                                   | 4 – 0 | Verenigde Staten | Estadio Olímpico de la Ciudad de los Deportes, Mexico-Stad Toeschouwers: 60.000 Scheidsrechter: Godfrey Sunderland (ENG) |
| 10 januari 1954 «onderlinge duels» | Balcázar 5' Scheppel 16' (e.d.) Lamadrid 47' Naranjo 63' |       |                  | Estadio Olímpico de la Ciudad de los Deportes, Mexico-Stad Toeschouwers: 60.000 Scheidsrechter: Godfrey Sunderland (ENG) |

|                                    |                                 |       |                  | |
| 14 januari 1954 «onderlinge duels» | Mexico                          | 3 – 1 | Verenigde Staten | Estadio Olímpico de la Ciudad de los Deportes, Mexico-Stad Toeschouwers: 40.000 Scheidsrechter: John Best (USA) |
| 14 januari 1954 «onderlinge duels» | A. Torres 60', 89' Lamadrid 82' |       | 6' Looby         | Estadio Olímpico de la Ciudad de los Deportes, Mexico-Stad Toeschouwers: 40.000 Scheidsrechter: John Best (USA) |

|                                 |                       |       |                                   |                                                                              |
| 3 april 1954 «onderlinge duels» | Haïti                 | 2 – 3 | Verenigde Staten                  | Stade Paul-Magloire, Port-au-Prince Scheidsrechter: Walter van Rosberg (AHO) |
| 3 april 1954 «onderlinge duels» | Ellie 60' (pen.), 89' |       | 20' Casey 42' Chacurian 83' Looby | Stade Paul-Magloire, Port-au-Prince Scheidsrechter: Walter van Rosberg (AHO) |

|                                 |       |                            |                  |                                                                                                  |
| 4 april 1954 «onderlinge duels» | Haïti | 0 – 3                      | Verenigde Staten | Stade Paul-Magloire, Port-au-Prince Toeschouwers: 6.000 Scheidsrechter: Walter van Rosberg (AHO) |
| 4 april 1954 «onderlinge duels» |       | 22', 65' Looby 31' Mendoza |                  | Stade Paul-Magloire, Port-au-Prince Toeschouwers: 6.000 Scheidsrechter: Walter van Rosberg (AHO) |

### Groep 13
De eerste keer dat een Aziatisch land zich kon plaatsen voor het WK. Zuid-Korea versloeg de aartsvijand Japan en is na Nederlands-Indië de tweede Aziatische deelnemer.
| Pos | Land       | Wed            | Win            | Gel            | Ver            | DV             | DT             | +/−            | Pnt            |
| --- | ---------- | -------------- | -------------- | -------------- | -------------- | -------------- | -------------- | -------------- | -------------- |
| 1.  | Zuid-Korea | 2              | 1              | 1              | 0              | 7              | 3              | +4             | 3              |
| 2.  | Japan      | 2              | 0              | 1              | 1              | 3              | 7              | −4             | 1              |
| —   | Taiwan     | Teruggetrokken | Teruggetrokken | Teruggetrokken | Teruggetrokken | Teruggetrokken | Teruggetrokken | Teruggetrokken | Teruggetrokken |

|                                 |              |       |                                                                                |                                                                    |
| 7 maart 1954 «onderlinge duels» | Japan        | 1 – 5 | Zuid-Korea                                                                     | Meiji Jingu Gaienstadion, Tokio, Japan Scheidsrechter: Haran (HKG) |
| 7 maart 1954 «onderlinge duels» | Naganuma 16' |       | 22' Chung Nam-sik 34' Choi Kwang-suk 65' Sung Nak-woon 82', 85' Choi Chung-min | Meiji Jingu Gaienstadion, Tokio, Japan Scheidsrechter: Haran (HKG) |

|                                  |                                      |       |                  |                                                                    |
| 14 maart 1954 «onderlinge duels» | Zuid-Korea                           | 2 – 2 | Japan            | Meiji Jingu Gaienstadion, Tokio, Japan Scheidsrechter: Haran (HKG) |
| 14 maart 1954 «onderlinge duels» | Chung Nam-sik 20' Choi Kwang-suk 43' |       | 17', 61' Iwatani | Meiji Jingu Gaienstadion, Tokio, Japan Scheidsrechter: Haran (HKG) |

## Gekwalificeerde landen

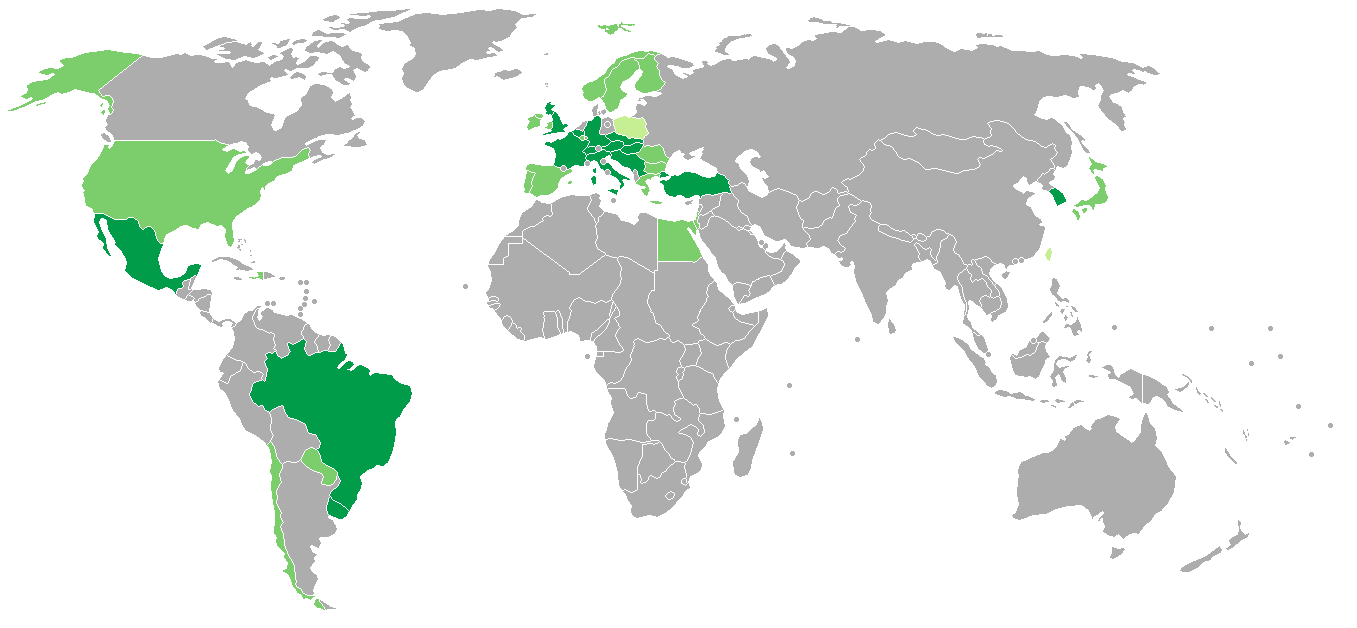
Niet deelgenomen aan de kwalificatie
Trokken zich terug of werden niet geaccepteerd door de FIFA
Namen deel aan de kwalificatie maar kwalificeerden zich niet
Gekwalificeerde landen

| FIFA-lid          | Confederatie | Kwalificatie     | Aantal dln. (inclusief 1954) | Dln. op rij | Eerste dln. | Laatste dln. | Titels (exclusief 1954) | Beste prestatie |
| ----------------- | ------------ | ---------------- | ---------------------------- | ----------- | ----------- | ------------ | ----------------------- | --------------- |
| Zwitserland       | UEFA         | Gastland         | 4e                           | 4           | 1934        | 1950         | 0                       | Kwartfinale     |
| Uruguay           | CONMEBOL     | Titelverdediger  | 3e                           | 2           | 1930        | 1950         | 2                       | Kampioen        |
| West-Duitsland    | UEFA         | Winnaar groep 1  | 3e                           | 1           | 1934        | 1938         | 0                       | Derde           |
| België            | UEFA         | Winnaar groep 2  | 4e                           | 1           | 1930        | 1938         | 0                       | Eerste ronde    |
| Engeland          | UEFA         | Winnaar groep 3  | 2e                           | 2           | 1950        | 1950         | 0                       | Kwartfinale     |
| Schotland         | UEFA         | Tweede groep 3   | 1e                           | 1           | n.v.t.      | n.v.t.       | n.v.t.                  | n.v.t.          |
| Frankrijk         | UEFA         | Winnaar groep 4  | 4e                           | 1           | 1930        | 1938         | 0                       | Kwartfinale     |
| Oostenrijk        | UEFA         | Winnaar groep 5  | 2e                           | 1           | 1934        | 1954         | 0                       | Vierde          |
| Turkije           | FIFA         | Winnaar groep 6  | 1e                           | 1           | n.v.t.      | n.v.t.       | n.v.t.                  | n.v.t.          |
| Hongarije         | UEFA         | Winnaar groep 7  | 3e                           | 1           | 1934        | 1938         | 0                       | Tweede          |
| Tsjecho-Slowakije | UEFA         | Winnaar groep 8  | 3e                           | 1           | 1934        | 1938         | 0                       | Tweede          |
| Italië            | UEFA         | Winnaar groep 9  | 4e                           | 4           | 1934        | 1950         | 2                       | Kampioen        |
| Joegoslavië       | UEFA         | Winnaar groep 10 | 3e                           | 2           | 1930        | 1950         | 0                       | Halve finale    |
| Brazilië          | CONMEBOL     | Winnaar groep 11 | 5e                           | 5           | 1930        | 1950         | 0                       | Tweede          |
| Mexico            | CONCACAF     | Winnaar groep 12 | 3e                           | 2           | 1930        | 1950         | 0                       | Groepsfase      |
| Zuid-Korea        | AFC          | Winnaar groep 13 | 1e                           | 1           | n.v.t.      | n.v.t.       | n.v.t.                  | n.v.t.          |